# Seleção Iraniana de Futsal Masculino
A Seleção Iraniana de Futsal é o selecionado nacional do Irã de futsal masculino, gerido pela Federação de Futebol da República Islâmica do Irã que representa o país nas competições de futebol organizadas pela AFC e pela FIFA.
Em sua trajetória na modalidade, a seleção iraniana já conquistou treze Campeonatos Asiáticos, sendo o último em 2024. Além disso, participou de sete edições da Copa do Mundo de Futsal, tendo como seu melhor desempenho as semifinais em 1992 e 2016 ficando em 4.º e 3.º lugar respectivamente.

## Títulos
- Campeonato Asiático de Futsal (13): 1999, 2000, 2001, 2002, 2003, 2004, 2005, 2007, 2008, 2010, 2016, 2018 e 2024[1]
- Jogos Asiáticos em Recinto Coberto (5): 2005, 2007, 2009, 2013 e 2017
- Copa das Confederações de Futsal (1): 2009
- WAFF (2): 2007 e 2012